# Jan Tomasz Kudelski
Jan Tomasz Kudelski (ur. 21 grudnia 1861 w Budziskach, zm. 1937 w Warszawie) – polski architekt związany ze Stanisławowem.

## Życiorys
Jan Tomasz Kudelski urodził się w rodzinie zubożałego szlachcica Ignacego Kudelskiego, miał dwóch braci i siostrę. Dzięki pomocy finansowej dalekiego krewnego, adwokata Tadeusza Skałkowskiego rozpoczął w 1880 studia na Wydziale Architektury na lwowskiej Akademii Technicznej. Po ich ukończeniu w 1885 rozpoczął praktykę w firmach budowlanych, trzy lata później otrzymał uprawnienia architekta i rozpoczął pracę pod kierunkiem Juliana Zachariewicza. Od 1889 był członkiem lwowskiego Towarzystwa Politechnicznego, równocześnie został asystentem w Katedrze Geometrii Wykreślnej w Akademii Technicznej. Rok później zakończył współpracę z Zachariewiczem i przyjął posadę kierownika biura architektonicznego w przedsiębiorstwie należącym do Jana Lewińskiego, wspólnie wzięli udział w przygotowaniach do wystawy budowlanej, która odbyła się we Lwowie w 1892. Od 1891 wykładał w Szkole Przemysłowej we Lwowie. W 1893 otrzymał mianowanie na głównego dyrektora budowlanego kolei w Stanisławowie, równolegle prowadził własne przedsiębiorstwo budowlane, która działała do 1914. Na początku I wojny światowej został internowany i umieszczony w obozie Talerhof, jako przyczynę władze austriackie podały rosyjskie obywatelstwo Jana Tomasza Kudelskiego. Po roku został zwolniony ze względów zdrowotnych i powrócił do Stanisławowa, gdzie od 1916 do 1917 należał do grupy architektów przygotowujących plany powojennej odbudowy wschodniej Galicji. W 1919 wyjechał do Warszawy i został zatrudniony w Ministerstwie Robót Publicznych, gdzie zajmował się projektowaniem budynków. Zasiadał w jury oceniającym projekty architektoniczne budynków m.in. Ministerstwa Wyznań Religijnych i Oświecenia Publicznego w 1927, Ministerstwa Spraw Zagranicznych w 1929, Ministerstwa Robót Publicznych również w 1929. Od 1927 z ramienia Ministerstwa Robót Publicznych zasiadał w zarządzie Funduszu Kwaterunku Wojskowego. W 1930 przeszedł w stan spoczynku.

## Dorobek architektoniczny

### Lwów
- Willa przy ulicy Słodowej 8 /1888/;
- Willa przy ulicy Mykoły Łysenki 34 (dawniej Kurkowa) /1889/;
- Budynki mieszkalne przy ulicy Iwana Kotlarewskiego 33 i 38 (dawniej Na Bajkach, później Ludwika Nabielaka) /1890-1892/;
- Kaplica Krzeczunowiczów i Centnerów na Cmentarzu Łyczakowskim /1891/;
- Kaplica Krzyżanowskich na Cmentarzu Łyczakowskim /1892/;
- Przebudowa Pałacu Potulickich dla Leona Pinińskiego przy ulicy Jana Matejki 4 /1892/;
- Kamienica czynszowa Jana Śliwińskiego przy ulicy Mikołaja Kopernika 16 /1888/;
- Kamienice czynszowe Józefa Baczewskiego przy ulicy Juliusza Słowackiego 8 i 10 /1892-1894/;
- Budynek mieszkalny dla Kazimierza Ponińskiego przy ulicy Strzelców Siczowych 19 (dawniej 3 maja) /1892-1894/;
- Przebudowa dawnej drukarni Pillerów na kamienicę czynszową z elewacją ozdobioną w stylu rokoko przy ulicy Łyczakowskiej 3 /1893/;
- Przebudowa Pałacu Siemieńskich-Lewickich przy ulicy Piekarskiej 19;
- Przebudowa dawnego sierocińca św. Józefa przy ulicy Piekarskiej 61 /1893/.

Ponadto brał udział w przebudowie kościoła i klasztoru ss. Sacré-Cœur we Lwowie (wspólnie z Janem Lewińskim) oraz zaprojektował ołtarz główny w Kościele Zmartwychwstania Pana Jezusa we Lwowie.

### Stanisławów
Według projektu Jana Tomasza Kudelskiego powstało w mieście wiele budowli secesyjnych, głównie kamienic, willi i budynki użyteczności publicznej. Do jego projektów należą m.in. gmach Towarzystwa Wzajemnych Ubezpieczeń w Krakowie (1905), Poczta Główna, Bank Austro-Węgierski (1905), Dyrekcja Kolei, kamienica Leona Grauera, pasaż Gartenbergów. Piastował również funkcję architekta miejskiego Stanisławowa.
- Gmach dyrekcji kolei, który powstał w 1893 roku dzięki poparciu pochodzącego ze Stanisławowa ówczesnego prezydenta austriackich kolei dr Leona Bilińskiego;
- Budynek Towarzystwa "Sokół" przy placu Adama Mickiewicza 2, rozpoczęty według projektu Karola Zaremby, przeprojektowany przez J.T. Kudelskiego w 1894;
- Gmach rady powiatowej /1894-1895/, obecnie gmach związków zawodowych;
- Dom Jana Koenigsfeldta przy ulicy Michajły Hruszewskiego (dawniej 3 maja) /1902-1903/;
- Gmach filii Krakowskiego Towarzystwa Ubezpieczeń Wzajemnych "Florianka" przy ulicy Michajły Hruszewskiego 7 (dawniej 3 maja) /1903/;
- Kamienica Dobruckiego przy ulicy Wiaczesława Czornowoła 26 (dawniej Agenora Gołuchowskiego, od 1938 Ignacego Mościckiego) /1904/;
- Willa doktora Majewskiego przy ulicy Szpitalnej 7 /1904-1905/;
- Kamienica przy ulicy Niezależności 16 (dawniej Sapieżyńska) /1905-1906/, nie jest pewne, czy J.T. Kudelski był autorem tego projektu;
- Gmach Banku Austro-Węgierskiego przy ulicy Michajły Hruszewskiego 4 /1907/;
- Kierownictwo przebudowy Pasażu Gartenbergów w stylu art noveau /1907/;
- Gmach poczty przy ulicy Strzelców Siczowych 15 (dawniej Jana III Sobieskiego) /1908/;
- Gmach szkolny dla gimnazjum żeńskiego im. Emilii Plater i męskiego im. Grzegorza Piramowicza, projekt opracował przed 1914 Jan Tomasz Kudelski, budowa rozpoczęła się w 1919 i zatrzymała w 1923 z przyczyn finansowych. Powrócono do niej w 1928, ale według nowego projektu Stanisława Treli;
- Niezrealizowany projekt kamienicy Stanisława Chowańca przy ulicy Niezależności (dawniej Sapieżyńska) /1909/.

### Inne
- Rozbudowa kościoła w Jezupolu, podwyższenie głównej nawy i dodanie dwóch bocznych, które sprawiło, że budowla stała się bazyliką. Nadbudowano również wieżę nadając jej cechy barokowy;
- Projekt ołtarza i drzwi w kościele w Kochawinie.

## Życie prywatne
Jego żoną była Olga z Wilczyńskich, mieli córkę Annę i syna Tadeusza. Kudelscy prowadził otwarty dom, w którym spotykała się miejscowa bohema i cyganeria, m.in. poeta Jan Kasprowicz i powieściopisarz Stanisław Przybyszewski.
Tadeusz Kudelski był z wykształcenia architektem. W walkach w obronie Lwowa był adiutantem Kazimierza Bartla, a następnie w okresie pokoju jego asystentem. Wnuk Kudelskiego, Stefan zmarły w styczniu 2013, był znanym wynalazcą i elektronikiem.